# 2004年夏季奥林匹克运动会中国现代五项队
参加2004年雅典夏季奥林匹克运动会的中国现代五项队，共有参赛选手3人，男子选手1人，女子选手2人。

## 人员名单
- 教练员：龚吉祥、王忠年
- 运动员（3人）：董乐安（女）、梁彩霞（女）、钱震华（男）

## 比赛成绩
- 钱震华（男）：总分5172分，位列第16名。
- 董乐安（女），总分4920分，位列第24名。
- 梁彩霞（女），总分4652分，位列第29名。